# Gary Stevens (Fußballspieler, 1963)
Michael Gary Stevens (* 27. März 1963 in Barrow-in-Furness, England) ist ein ehemaliger englischer Fußballspieler und war dabei unter anderem Teil der erfolgreichen Mannschaft des FC Everton der 1980er-Jahre.

## Sportlicher Werdegang
Stevens, ein rechter Außenverteidiger mit Stärken in der kampfbetonten Spielweise, durchlief die Jugendmannschaften des FC Everton, bis ihn dann Trainer Howard Kendall in die Profimannschaft berief. Zu dieser Zeit baute Kendall eine neue Mannschaft mit jungen Spielern auf, die dem in den 1970er-Jahren im englischen Fußball dominierenden Lokalrivalen FC Liverpool wieder ebenbürtig sein sollte. Der letzte englische Titel für Everton im Jahr 1970 lag zu dieser Zeit bereits lange zurück.
Stevens gab 1982 seinen Einstand und gehörte in seiner ersten Saison, im Gegensatz zu vielen alternden langjährigen Mitspielern, sowohl in der Mannschaft als auch in der englischen Eliteliga zu den Leistungsträgern. Nach weiteren Verpflichtungen und sich bewährenden Nachwuchsspielern konnte Everton dann im Jahr 1984 das Finale im FA Cup erreichen, in dem sie dem FC Watford gegenüberstanden, nachdem sie zuvor im Ligapokalendspiel dem FC Liverpool unterlegen waren.
Stevens war maßgeblich beim Tor zum 1:0 im Wembley-Stadion beteiligt, als er antrittsschnell einen aus der Defensive geklärten Ball ersprintete und Graeme Sharp zu dessen Treffer in Szene setzen konnte. Everton gewann das Spiel am Ende mit 2:0.
Im darauffolgenden Jahr war Stevens ein integraler Bestandteil der Mannschaft, die um das Tripel aus englischer Meisterschaft, FA Cup und Europapokal der Pokalsieger spielte. Nach dem Gewinn der Meisterschaft unterlag Everton dann zunächst dem Team von Manchester United, das lange Zeit in der Partie nur zu zehnt agierte. Es folgte nach einem ereignis- und erfolgreichem Wettbewerbsverlauf das Finale im europäischen Pokalsiegerwettbewerb, in dem Everton mit Stevens Rapid Wien mit 3:1 besiegen konnte. Die Ernüchterung folgte kurze Zeit später, als nach der Katastrophe im Heysel-Stadion und der daraus resultierenden Sperre für alle englischen Vereine bezogen auf europäische Vereinswettbewerbe, dem FC Everton die Möglichkeit zur Titelverteidigung im darauffolgenden Jahr vorenthalten werden sollte.
Die sportlich erfolgreiche Saison rundete Stevens mit seinem Debüt für die englische Nationalmannschaft ab, als er von Trainer Bobby Robson am 6. Juni 1985 im Spiel gegen Italien eingesetzt wurde. Auch dort etablierte er sich fortan, wie schon im Verein, als Stammspieler auf der Position des Rechtsverteidigers.
Stevens war auch in der darauffolgenden Saison 1985/86 Stammspieler in einer Mannschaft, die bis zuletzt gute Chancen zur Verteidigung des englischen Meistertitels besaß, dann jedoch von einer jungen Liverpooler Mannschaft noch von der Spitze verdrängt wurde. Die beiden Vereine standen sich dann auch im Finale des FA Cups gegenüber und der FC Liverpool gewann mit 3:1, das ihnen das Double ermöglichte. Stevens wurde nach dem Finale stark kritisiert, nachdem er einen entscheidenden Fehlpass spielte, der von dem gegnerischen Ronnie Whelan abgefangen wurde und zum zwischenzeitlichen 1:1-Ausgleich durch Ian Rush führte.
Er wurde anschließend in den Kader für die WM 1986 in Mexiko berufen. Kurioserweise gehörte auch der gleichnamige Gary Stevens (* 1962) von Tottenham Hotspur zum Aufgebot, weswegen ein beliebter Gesang unter den Fans der Nationalmannschaft lautete: „Two Gary Stevens! There's only two Gary Stevens!“
Stevens absolvierte alle Spiele des Turniers, in dem England das Viertelfinale erreichte und dann in einem denkwürdigen Spiel dem späteren Weltmeister aus Argentinien unterlag. Er zählte dabei nicht zu den Spielern, die von Diego Maradona bei seinem spektakulären WM-Tor des Jahrhunderts umdribbelte wurden, versuchte jedoch vergeblich, den Torschuss am eigenen Pfosten abzuwehren.
Zurück in Everton angekommen, konnte Stevens im Jahre 1987 erneut die englische Meisterschaft gewinnen. Negativer Höhepunkt der Saison war jedoch sein folgenreiches Foul an Jim Beglin, damals linker Verteidiger des FC Liverpool. Obwohl er während seiner gesamten Karriere als zumeist fair spielender Fußballer galt, verletzte er Beglin bei diesem Tackling so schwer am Knie, dass sich dieser davon später nie vollständig erholen konnte.
Im gleichen Jahr qualifizierte sich England mit Stevens für die EM 1988 in Deutschland. Zwischenzeitlich mehrten sich die Kritiken an der Leistung von Stevens, die sich vor allem mit dem Stellungsspiel und der Ballverteilung beschäftigten. Dennoch wurde seine Position als Stammspieler sowohl im Verein als auch für England von den Trainern nicht in Frage gestellt.
Das Jahr 1988 war für Everton nicht sonderlich erfolgreich, wobei Stevens jedoch ein außergewöhnliches Tor zum 1:0-Sieg gegen den FC Liverpool im Ligapokal erzielte, zu einer Zeit, als Liverpool in der Meisterschaft ungeschlagen blieb. Everton konnte keinen Titel erringen und Stevens nahm anschließend an der Europameisterschaft teil.
Das Turnier verlief sowohl für England als auch für Stevens sehr unglücklich. Nach der überraschenden Auftaktniederlage gegen Irland, benötigte England einen Sieg in dem schweren zweiten Spiel gegen die Niederlande. Stevens agierte in der Partie sehr schwach und verlor den Ball an der Seitenlinie folgenschwer gegen Ruud Gullit, der den ersten Treffer zu Marco van Bastens Hattrick vorbereitete. Auch die Schnelligkeit von Stevens, die fast dazu geführt hätte, dass der Schuss von van Basten noch geblockt worden wäre, konnte den Treffer und das letztliche Ausscheiden Englands aus dem Turnier ohne Punktgewinn nicht verhindern.
Nach dem Turnier wechselte Stevens für eine Ablösesumme von 1,25 Millionen Pfund nach Schottland zu den Glasgow Rangers. Seinen Platz konnte er in der Nationalmannschaft weiterhin behaupten, vor allem nach der Beendigung der Nationalmannschaftskarriere des langjährigen Rivalen Viv Anderson im Jahr 1988. Zusätzlich erschien jedoch mit Paul Parker von den Queens Park Rangers ein neuer Wettbewerber für die rechte Außenverteidigerposition.
Die Glasgow Rangers befanden sich zum Zeitpunkt der Verpflichtung von Stevens inmitten einer sportlichen Revolution, nachdem der dortige Trainer Graeme Souness erstmals damit begann, seine Mannschaft mit nicht-schottischen Spielern (darunter viele englische Fußballer) zu verstärken. In seiner ersten Saison gewann Stevens bereits die Meisterschaft in der Scottish Premier Division und ließ später fünf weitere Meistertitel, zwei schottische Pokalsiege und drei Ligapokaltrophäen folgen.
Nachdem sich England für die WM 1990 in Italien qualifiziert hatte, wurde Stevens erneut, trotz starker Kritik in der Öffentlichkeit aufgrund seiner Leistungen während der Europameisterschaft zwei Jahre zuvor, in den Kader berufen. Das erste Spiel mit Stevens in den Reihen Englands, das 1:1 gegen Irland endete, zeigte dann, dass das englische Team Probleme im taktischen und personellen Bereich hatte. Deshalb entschied sich Robson für einige Umstellungen in der Mannschaft und tauschte Stevens durch Parker aus, der fortan mit guten Leistungen auf sich aufmerksam machen sollte, obwohl er bei seinem Verein in der Regel die Position des Innenverteidigers bekleidete. Parker spielte dann alle weiteren Partie bis zur dramatischen Niederlage im Elfmeterschießen im Halbfinale gegen den späteren Weltmeister aus Deutschland. Stevens kehrte zum Spiel um den dritten Platz gegen Gastgeber Italien in die Mannschaft zurück, das England mit 1:2 verlor.
Nach den guten Leistungen von Parker und dem zusätzlichen Konkurrenten Lee Dixon vom FC Arsenal erschien die Zukunft von Stevens nach der Weltmeisterschaft in der Nationalmannschaft zweifelhaft, was sich noch verstärkte, da sein langjähriger englischer Trainer Robson in den Vereinsfußballbereich wechselte. Dennoch kam er auch unter Graham Taylor sporadisch, sowohl von Beginn an als auch als Einwechselspieler, zum Einsatz.
England konnte sich für die EM 1992 in Schweden qualifizieren, wobei Taylor in der Regel Dixon gegenüber Stevens vorzog. Nachdem sich Dixon verletzt hatte und der Nominierungszeitpunkt näher rückte, wurde Stevens in den Kader berufen. Als dieser sich jedoch dann selbst auch verletzte, musste Stevens seine Teilnahme für die Europameisterschaft absagen. England absolvierte das Turnier anschließend ohne echten rechten Verteidiger und schied bereits nach der Vorrunde aus. Stevens sollte anschließend nach 46 Länderspielen, in denen ihm kein Tor gelang, nicht mehr für England auflaufen.
Stevens spielte für die Rangers bis 1994 und kehrte dann an die Merseyside zurück, um sich für 350.000 Pfund den Tranmere Rovers anzuschließen.
Er beendete im Jahre 1998 seine Karriere als Fußballspieler und wurde Trainer beim Viertligisten Chester City. Bei einer Abstimmung unter Anhängern des FC Everton wurde Stevens in die beste Everton-Elf aller Zeiten auf der rechten Verteidigerposition gewählt. In der Mannschaft standen neben Stevens zudem noch sechs weitere Spieler aus der Mannschaft der 1980er-Jahre.

## Erfolge
- Europapokal der Pokalsieger: 1985
- Englischer Meister: 1985, 1987
- FA-Cup-Sieger: 1984
- Charity-Shield-Sieger: 1985, 1986*, 1987 (*geteilter Titel)
- Schottischer Meister: 1989, 1990, 1991, 1992, 1993, 1994
- Schottischer Pokalsieger: 1992, 1993
- Schottischer Ligapokalsieger: 1990, 1992, 1993